# 永德 (日本)
永德是日本南北朝時代北朝使用的年號之一；歷時1381年到1384年的期間，在年號康曆之後，至德之前。使用永德年號的時代的北朝天皇為後圓融天皇、後小松天皇；南朝則為長慶天皇、後龜山天皇。室町幕府的將軍為足利義滿。

## 改元
- 康曆3年二月二十四日（公元1381年3月20日） 改元永德
- 永德4年二月二十七日（公元1384年3月19日） 改元至德

## 紀年、西曆、干支對照表
| 永德     | 元年     | 二年     | 三年     | 四年     |
| -------- | -------- | -------- | -------- | -------- |
| 南朝年號 | 弘和元年 | 弘和二年 | 弘和三年 | 弘和四年 |
| 公元     | 1381年   | 1382年   | 1383年   | 1384年   |
| 干支     | 辛酉     | 壬戌     | 癸亥     | 甲子     |